# Jean-Baptiste de Montsaulnin
Pour les articles homonymes, voir Montsaulnin.
Jean-Baptiste de Montsaulnin est un homme politique français né le 4 janvier 1771 à Bourges (Cher) et mort le 24 janvier 1846 à Bourges.

## Biographie
Propriétaire, conseiller général, il est député du Cher de 1827 à 1831, il siège avec les légitimistes indépendants.

## Sources
- « Jean-Baptiste de Montsaulnin », dans Adolphe Robert et Gaston Cougny, Dictionnaire des parlementaires français, Edgar Bourloton, 1889-1891 [détail de l’édition]